# Обюр
Обю́р (фр. Aubure) — коммуна на северо-востоке Франции в регионе Гранд-Эст (бывший Эльзас — Шампань — Арденны — Лотарингия), департамент Верхний Рейн, округ Кольмар — Рибовилле, кантон Сент-Мари-о-Мин.
Площадь коммуны — 4,9 км², население — 407 человек (2006) с тенденцией к снижению: 355 человек (2012), плотность населения — 72,5 чел/км².

## Население
Население коммуны в 2011 году составляло 376 человек, а в 2012 году — 355 человек.
| 1962 | 1968 | 1975 | 1982 | 1990 | 1999 | 2006 | 2007 | 2011 | 2012 |
| ---- | ---- | ---- | ---- | ---- | ---- | ---- | ---- | ---- | ---- |
| 286  | 331  | 312  | 293  | 372  | 400  | 407  | 407  | 376  | 355  |

Динамика населения:

## Экономика
В 2010 году из 298 человек трудоспособного возраста (от 15 до 64 лет) 234 были экономически активными, 64 — неактивными (показатель активности 78,5%, в 1999 году — 71,8%). Из 234 активных трудоспособных жителей работали 215 человек (114 мужчин и 101 женщина), 19 числились безработными (12 мужчин и 7 женщин). Среди 64 трудоспособных неактивных граждан 12 были учениками либо студентами, 19 — пенсионерами, а ещё 33 — были неактивны в силу других причин.
На протяжении 2011 года в коммуне числилось 152 облагаемых налогом домохозяйства, в которых проживало 353,5 человека. При этом медиана доходов составила 21972 евро на одного налогоплательщика.